# Unione Sportiva Siracusa 2009-2010
Questa pagina raccoglie le informazioni riguardanti l'Unione Sportiva Siracusa nelle competizioni ufficiali della stagione 2009-2010.

## Rosa
| N. |                   | Ruolo | Calciatore           |
| -- | ----------------- | ----- | -------------------- |
|    | Italia (bandiera) | A     | Lorenzo Dal Rio      |
|    | Italia (bandiera) | C     | Enzo Berti           |
|    | Italia (bandiera) | P     | Domenico Cecere      |
|    | Italia (bandiera) | A     | Emanuele Dalì        |
|    | Italia (bandiera) | C     | Federico Bufalino    |
|    | Italia (bandiera) | C     | Stefano Pagani       |
|    | Italia (bandiera) | D     | Valerio Capocchiano  |
|    | Italia (bandiera) | C     | Antonino Cardinale   |
|    | Italia (bandiera) | A     | Federico Bigatti     |
|    | Italia (bandiera) | A     | Marco De Angelis     |
|    | Italia (bandiera) | D     | Maurizio De Pascale  |
|    | Italia (bandiera) | C     | Antonio Di Silvestro |
|    | Italia (bandiera) | P     | Massimo Fornoni      |

| N. |                    | Ruolo | Calciatore          |
| -- | ------------------ | ----- | ------------------- |
|    | Italia (bandiera)  | A     | Matteo Di Piazza    |
|    | Italia (bandiera)  | P     | Luca Siringo        |
|    | Italia (bandiera)  | C     | Giorgio Giurdanella |
|    | Italia (bandiera)  | D     | Giovanni Iodice     |
|    | Francia (bandiera) | C     | Marc Lewandowski    |
|    | Italia (bandiera)  | D     | Aldo Perricone      |
|    | Italia (bandiera)  | D     | Alessandro Nigro    |
|    | Italia (bandiera)  | C     | Francesco Mignogna  |
|    | Italia (bandiera)  | C     | Santo Matinella     |
|    | Italia (bandiera)  | A     | Gianluca Gaudio     |
|    | Italia (bandiera)  | P     | Paolo Castelli      |
|    | Italia (bandiera)  | D     | Antonio Strigari    |
|    | Italia (bandiera)  | C     | Fabio Calabrese     |

## Risultati

### Campionato

#### Girone di andata
| 23 agosto 2009 1ª giornata | Noicattaro | 0 – 1 | Siracusa |  |

| 30 agosto 2009 2ª giornata | Siracusa | 1 – 0 | Isola Liri |  |

| 06 settembre 2009 3ª giornata | Vibonese | 1 – 3 | Siracusa |  |

| 13 settembre 2009 4ª giornata | Siracusa | 2 – 3 | Juve Stabia |  |

| 20 settembre 2009 5ª giornata | Melfi | 3 – 0 | Siracusa |  |

| 27 settembre 2009 6ª giornata | Siracusa | 0 – 0 | Gela |  |

| 04 ottobre 2009 7ª giornata | Brindisi | 1 – 0 | Siracusa |  |

| 11 ottobre 2009 8ª giornata | Igea Virtus | 1 – 1 | Siracusa |  |

| 18 ottobre 2009 9ª giornata | Siracusa | 1 – 0 | Vico Equense |  |

| 25 ottobre 2009 10ª giornata | Monopoli | 0 – 2 | Siracusa |  |

| 01 novembre 2009 11ª giornata | Siracusa | 1 – 0 | Aversa Normanna |  |

| 08 novembre 2009 12ª giornata | Scafatese | 1 – 0 | Siracusa |  |

| 15 novembre 2009 13ª giornata | Siracusa | 4 – 0 | Cassino |  |

| 22 novembre 2009 14ª giornata | Siracusa | 0 – 0 | Manfredonia |  |

| 29 novembre 2009 15ª giornata | Catanzaro | 3 – 1 | Siracusa |  |

| 06 dicembre 2009 16ª giornata | Siracusa | 2 – 0 | Cisco Roma |  |

| 13 dicembre 2009 17ª giornata | Barletta | 0 – 0 | Siracusa |  |

#### Girone di ritorno
| 20 dicembre 2009 18ª giornata | Siracusa | 2 – 0 | Noicattaro |  |

| 10 gennaio 2010 19ª giornata | Isola Liri | 2 – 1 | Siracusa |  |

| 17 gennaio 2010 20ª giornata | Siracusa | 2 – 0 | Vibonese |  |

| 24 gennaio 2010 21ª giornata | Juve Stabia | 1 – 1 | Siracusa |  |

| 31 gennaio 2010 22ª giornata | Siracusa | 2 – 0 | Melfi |  |

| 14 febbraio 2010 23ª giornata | Gela | 0 – 0 | Siracusa |  |

| 21 febbraio 2010 24ª giornata | Siracusa | 1 – 0 | Brindisi |  |

| 28 febbraio 2010 25ª giornata | Siracusa | 2 – 1 | Igea Virtus |  |

| 07 marzo 2010 26ª giornata | Vico Equense | 1 – 0 | Siracusa |  |

| 14 marzo 2010 27ª giornata | Siracusa | 0 – 0 | Liberty Monopoli |  |

| 28 marzo 2010 28ª giornata | Aversa Normanna | 0 – 2 | Siracusa |  |

| 03 aprile 2010 29ª giornata | Siracusa | 2 – 1 | Scafatese |  |

| 11 aprile 2010 30ª giornata | Cassino | 2 – 1 | Siracusa |  |

| 18 aprile 2010 31ª giornata | Manfredonia | 2 – 0 | Siracusa |  |

| 25 aprile 2010 32ª giornata | Siracusa | 2 – 3 | Catanzaro |  |

| 02 maggio 2010 33ª giornata | Cisco Roma | 3 – 2 | Siracusa |  |

| 09 maggio 2010 34ª giornata | Siracusa | 2 – 0 | Barletta |  |